# Aloe forbesii
Aloe forbesii là một loài thực vật có hoa trong họ Măng tây. Loài này được Balf.f. mô tả khoa học đầu tiên năm 1903.

## Hình ảnh

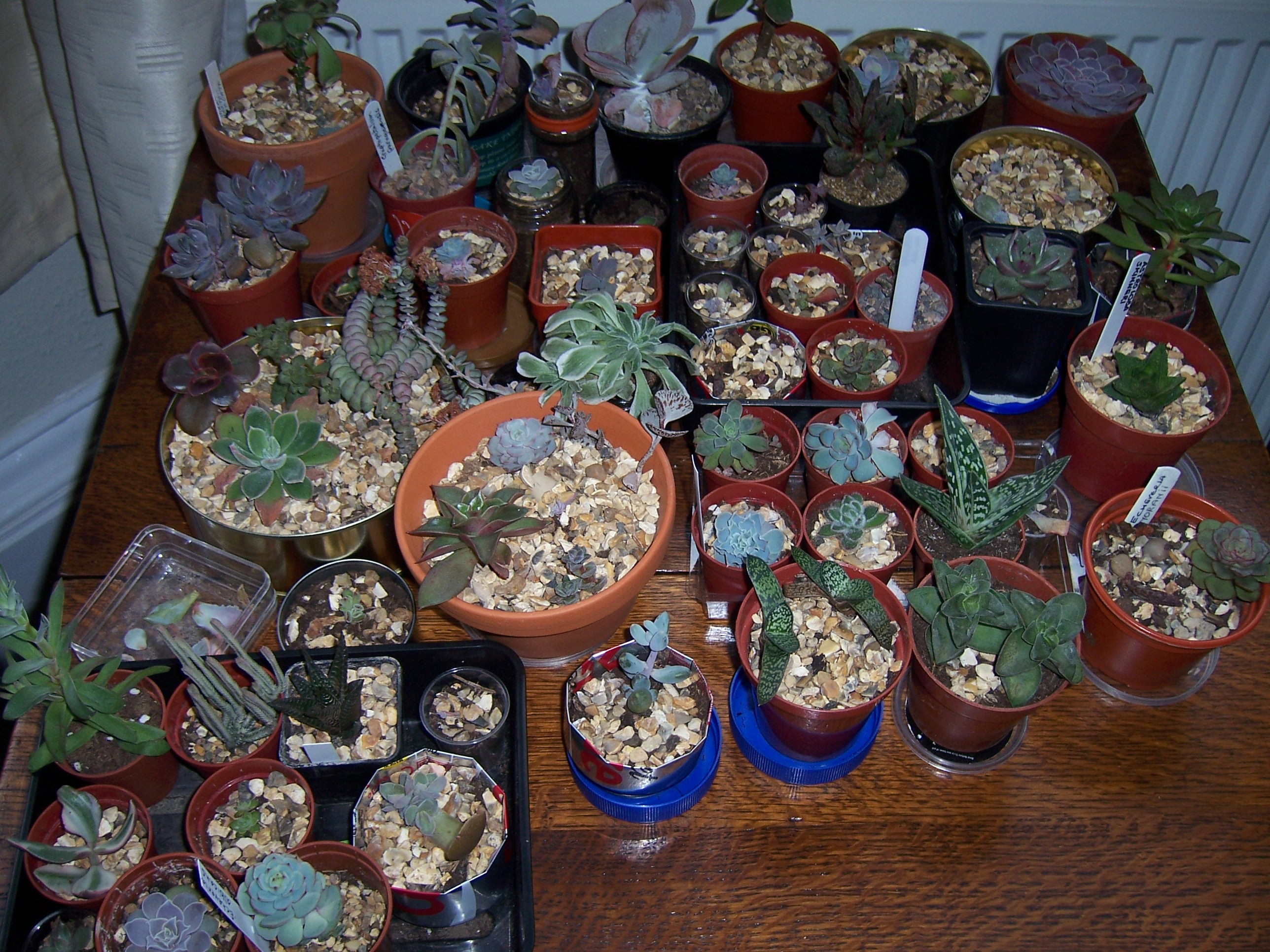
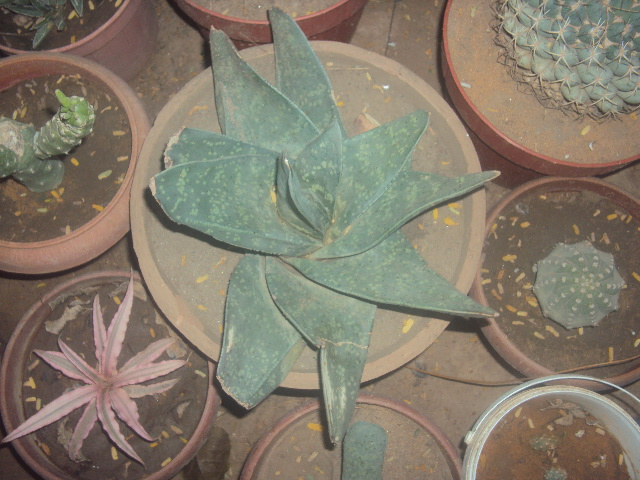
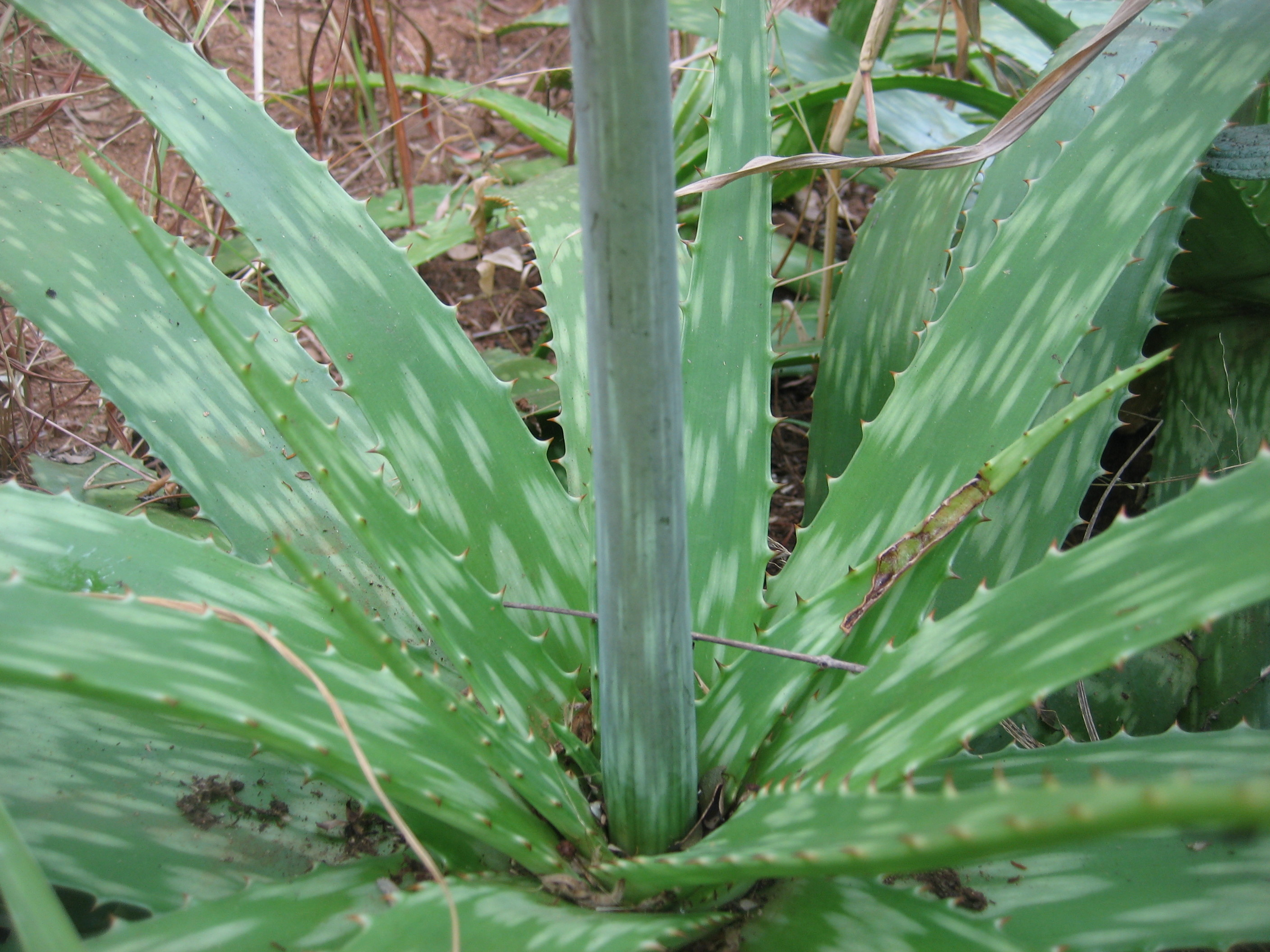
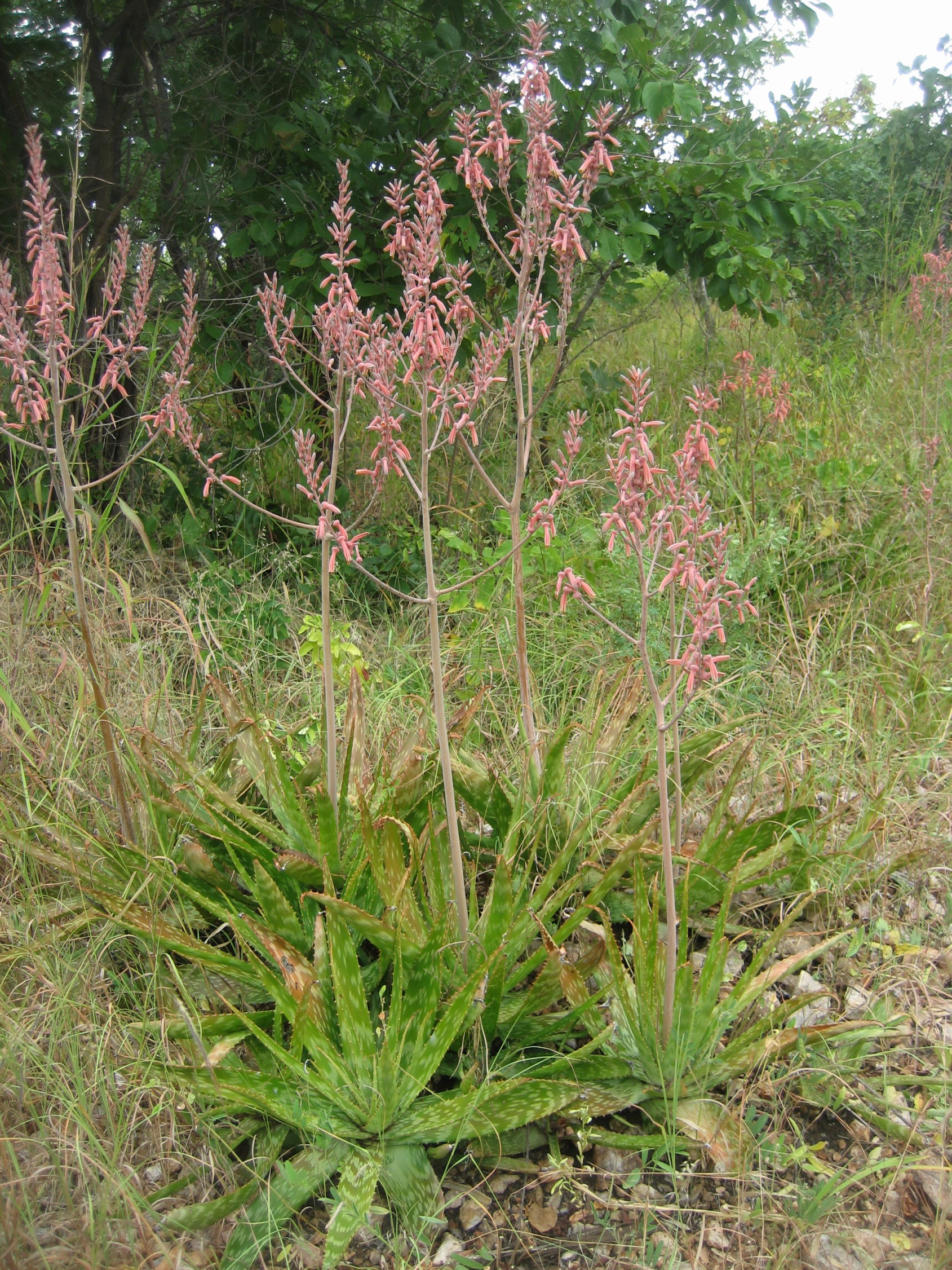